# Powiat Kiskunfélegyháza
Powiat Kiskunfélegyháza (węg. Kiskunfélegyházi járás) – jeden z dziesięciu powiatów komitatu Bács-Kiskun na Węgrzech. Siedzibą władz jest miasto Kiskunfélegyháza.

## Miejscowości powiatu Kiskunfélegyháza
- Bugac
- Bugacpusztaháza
- Fülöpjakab
- Gátér
- Jászszentlászló
- Kiskunfélegyháza
- Kunszállás
- Móricgát
- Pálmonostora
- Petőfiszállás
- Tiszaalpár